# Tortula brunnea
Tortula brunnea är en bladmossart som beskrevs av Brotherus 1902. Tortula brunnea ingår i släktet tussmossor, och familjen Pottiaceae. Inga underarter finns listade i Catalogue of Life.